# Moraro
Moraro este o comună din provincia Gorizia, regiunea Friuli-Veneția Giulia, Italia, cu o populație de 702 locuitori (1 ianuarie 2023) și o suprafață de 3,57 km².

## Demografie
Moraro - evoluția demografică

|  | Graficele sunt indisponibile din cauza unor probleme tehnice. Mai multe informații se găsesc la Phabricator și la wiki-ul MediaWiki. |

Date: Recensăminte sau birourile de statistică - grafică realizată de Wikipedia